# El-Garáfa SC
A el-Garáfa Sports Club katari labdarúgóklub Dohából. A csapat jelenleg az élvonalban játszik.

## Sikerek
- Bajnokság  – 7 (1992, 1998, 2002, 2005, 2008, 2009, 2010)
- Emir of Qatar Cup - 7 (1995, 1996, 1997, 1998, 2002, 2009, 2012)
- Qatar Crown Prince Cup - 3 (2000, 2010, 2011)
- Qatari Stars Cup - 1 (2009)

## Játékoskeret
2016-tól
* a félkövérrel írt játékosok rendelkeznek felnőtt válogatottsággal.
| #  |           | Poszt | Név                 |
| -- | --------- | ----- | ------------------- |
| 1  | Katar     | K     | Qasem Burhan        |
| 2  | Katar     | V     | Ibrahim Al-Ghanim   |
| 3  | Katar     | V     | Almahdi Ali Mukhtar |
| 4  | Katar     | KP    | Lawrence Quaye      |
| 5  | Katar     | KP    | Huthaifa Al Salemi  |
| 6  | Katar     | V     | Hamed Shami Zaher   |
| 7  | Katar     | KP    | Fuhaid Al Shammari  |
| 8  | Katar     | KP    | Abd ál-Azíz Hátem   |
| 11 | Katar     | KP    | Moayad Hassan       |
| 12 | Katar     | CS    | Adel Ahmed          |
| 17 | Tunézia   | CS    | Jászín es-Síhávi    |
| 20 | Kongói DK | CS    | Dioko Kaluyituka    |

| #  |          | Poszt | Név                  |
| -- | -------- | ----- | -------------------- |
| 21 | Katar    | V     | Mustafa Abdi         |
| 22 | Katar    | K     | Abdulaziz Ali        |
| 23 | Katar    | V     | George Kwasi         |
| 25 | Brazília | V     | Anderson Martins     |
| 26 | Katar    | V     | Bilal Mohammed (csk) |
| 33 | Katar    | K     | Mohammed Ezzedin     |
| 37 | Marokkó  | CS    | Ayoub El Merdassi    |
| 40 | Katar    | KP    | Yassin Yaqoub        |
| 50 | Katar    | KP    | Tareq Hamed          |
| 71 | Katar    | KP    | Ahmed Sayyar         |
| 88 | Katar    | KP    | Hussain Shehab       |
| 99 | Irán     | KP    | Maszud Sodzsáji      |

## Híres játékosok
- Saad Al-Shammari
- Adel Khamis
- Sebastián Soria
- Otmane El Assas
- Júnisz Mahmúd
- Fawzi Bashir
- Marcel Desailly
- Husain Ali
- Farhad Majidi
- Juninho Pernambucano
- Sonny Anderson
- Djibril Cissé
- Zé Roberto
- Lisandro López

## Fordítás
- Ez a szócikk részben vagy egészben  az   Al-Gharafa Sports Club című angol Wikipédia-szócikk fordításán alapul.  Az eredeti cikk szerkesztőit annak laptörténete sorolja fel. Ez a jelzés csupán a megfogalmazás eredetét és a szerzői jogokat jelzi, nem szolgál a cikkben szereplő információk forrásmegjelöléseként.